# Rocca Pizzicata
Rocca Pizzicata è un complesso rupestre presso l'omonima rocca sito nella Valle dell'Alcantara, nel territorio tra i comuni di Roccella Valdemone e Santa Domenica Vittoria. 

## Descrizione
Per quanto non esistano dei saggi di scavo archeologico appare evidente la presenza di diverse preesistenze archeologiche rupestri come delle tombe, abitazioni e persino un altare.
Recentemente si è sospettata la possibilità che esso sia, similmente al vicino altopiano dell'Argimusco un sito archeoastronomico, per cui siano presenti degli allineamenti legati ai cicli stagionali.
Il sito sorge su una proprietà privata ed è visitabile previa prenotazione.

## Galleria d'immagini

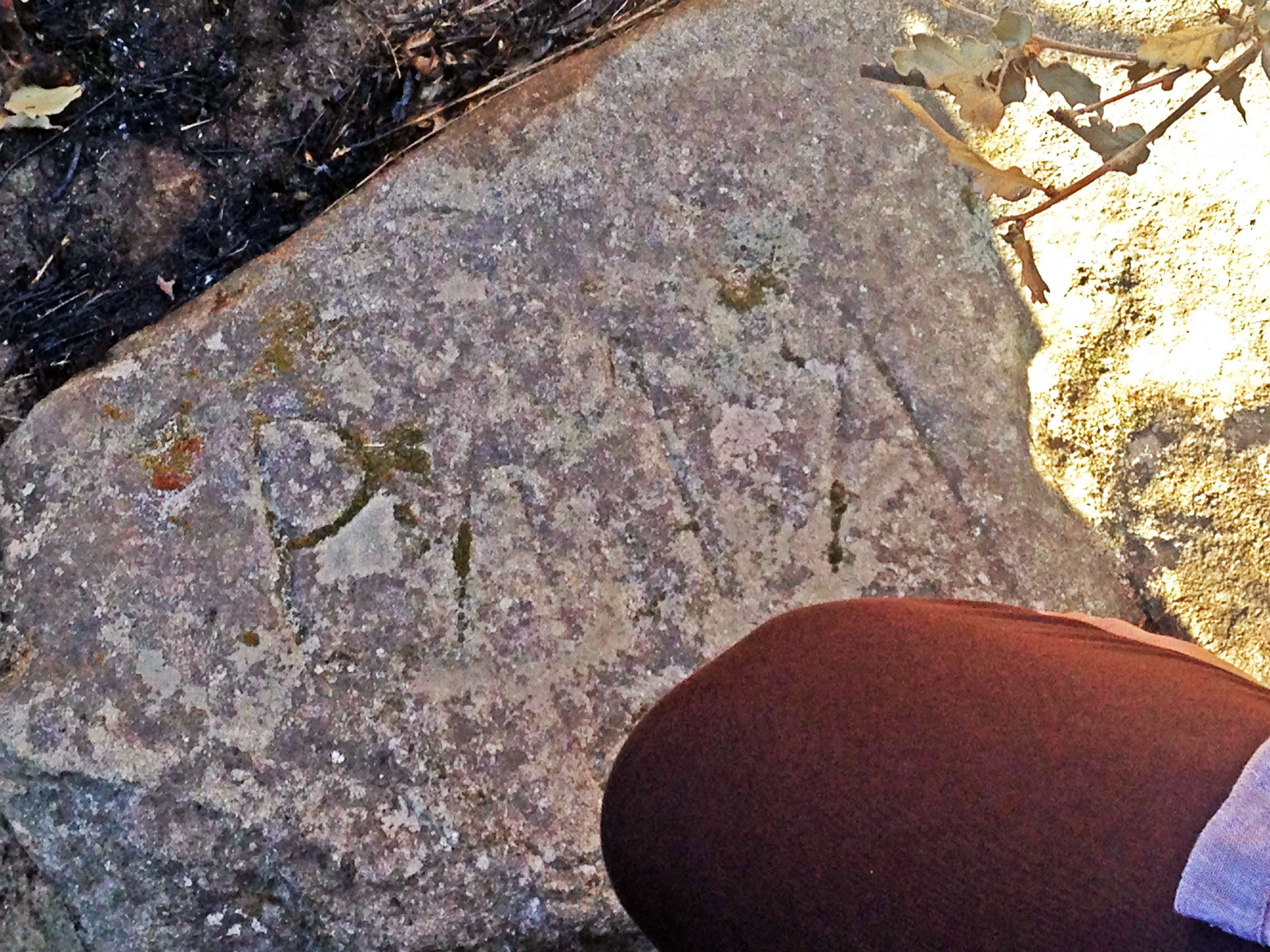
La scritta PAXIA
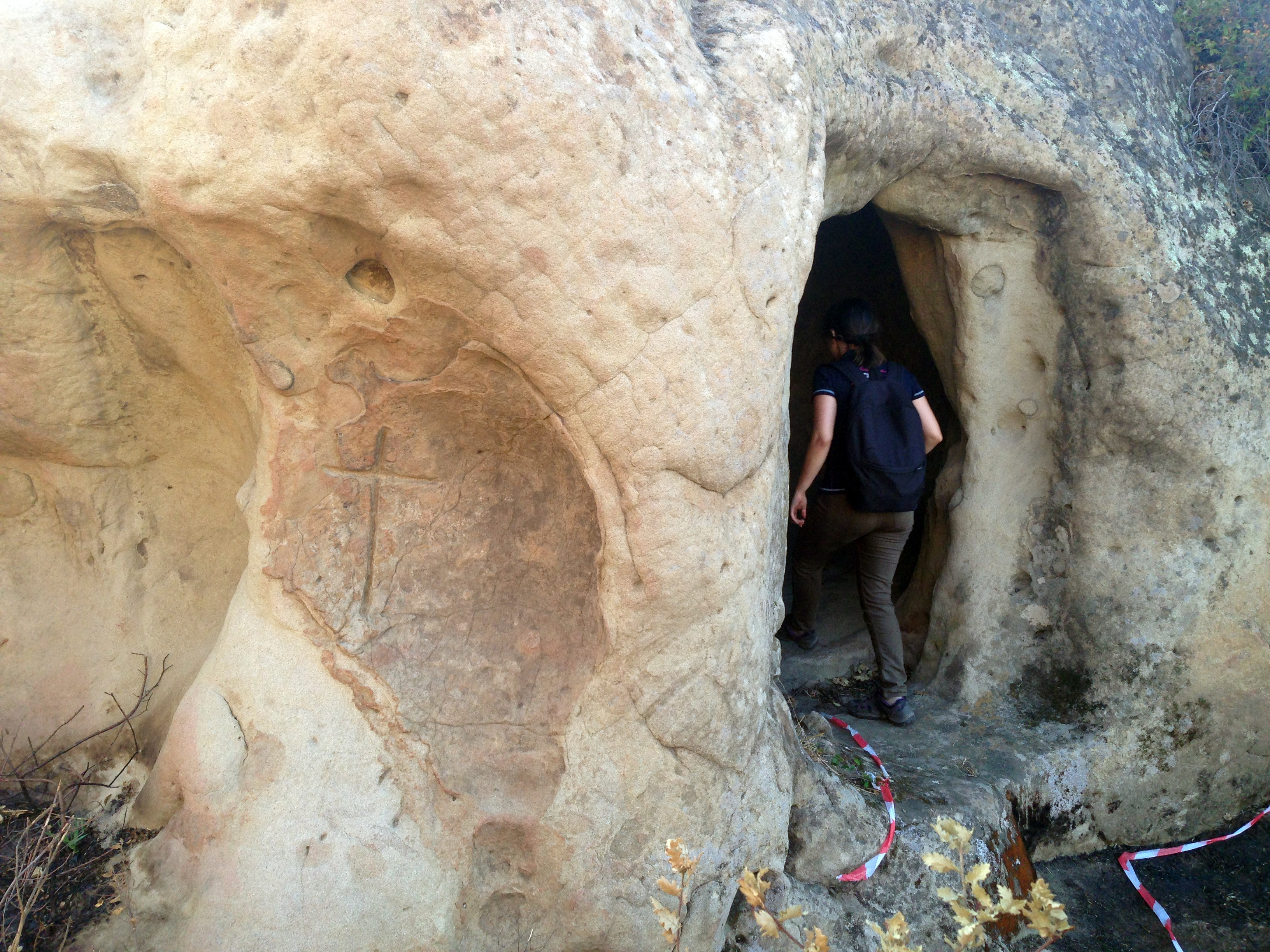
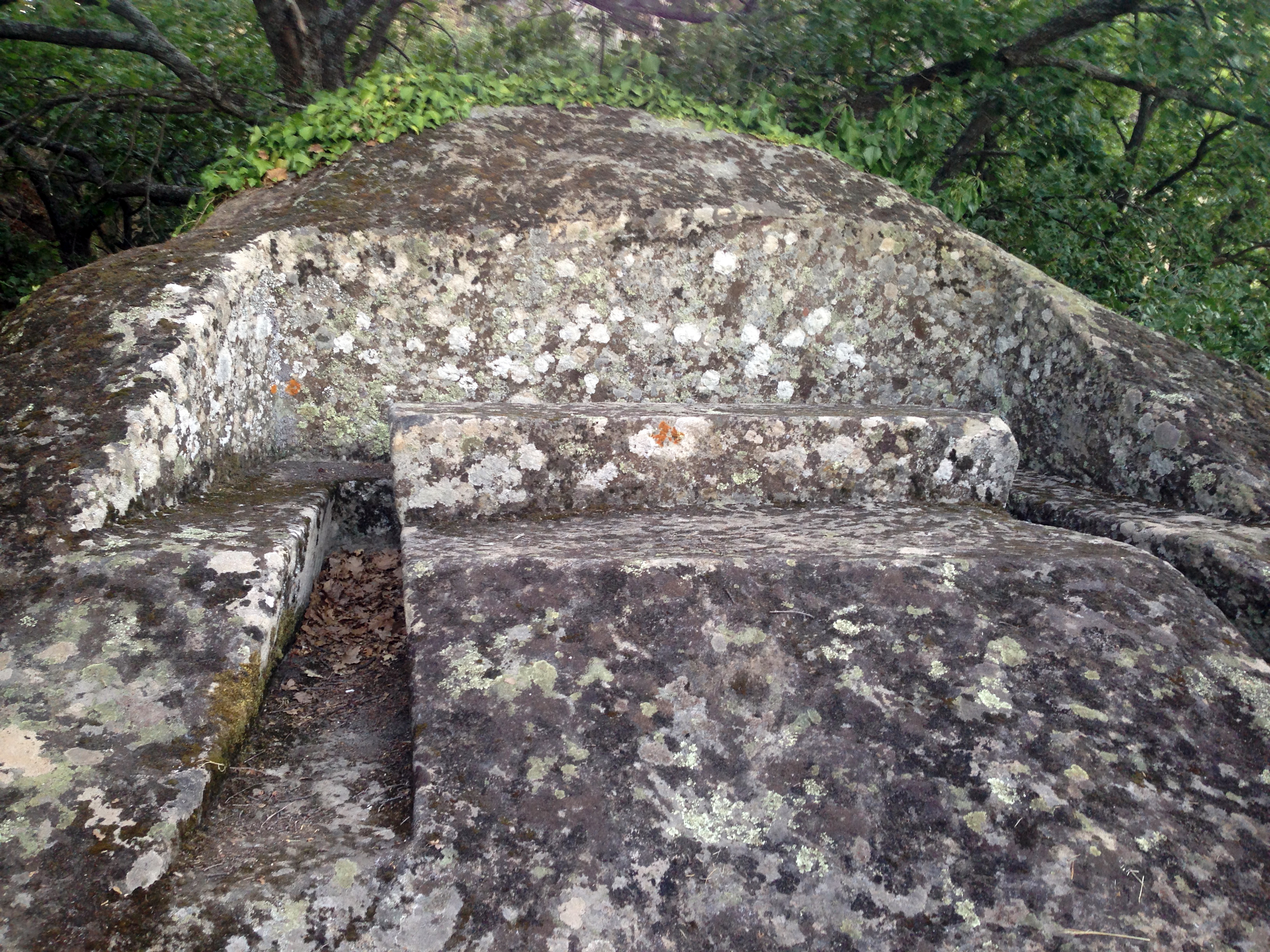
Altare